# نيل سمولوود
نيل سمولوود (بالإنجليزية: Neil Smallwood)‏ هو لاعب كرة قدم بريطاني في مركز حراسة المرمى، ولد في 3 ديسمبر 1966 في يورك في المملكة المتحدة. لعب مع نادي دارلنجتون ونادي يورك سيتي.